# Kazakhstan aux Jeux olympiques
La participation du Kazakhstan aux Jeux olympiques débute lors des Jeux d'été de 1952 à Helsinki, sous les couleurs de l'Union soviétique (Code CIO : URS) dont le Kazakhstan est alors une république constitutive. Après la dissolution de l'Union soviétique en 1991, le Kazakhstan participe aux Jeux olympiques d'hiver de 1992 d'Albertville et aux Jeux d'été la même année à Barcelone au sein d'une équipe unifiée qui rassemble quatre puis onze des quatorze autres anciennes républiques soviétiques. Deux ans plus tard, aux Jeux olympiques d'hiver de 1994 de Lillehammer, le Kazakhstan est présent pour la première fois en tant que nation indépendante.
Depuis l'indépendance du pays, les athlètes kazakhs ont remporté 86 médailles : 16 en or, 28 en argent et 42 en bronze. Les disciplines qui ont rapporté le plus grand nombre de médailles au pays sont la boxe pour les Jeux olympiques d'été et le ski de fond pour les Jeux olympiques d'hiver. Les athlètes kazakhs participent aux Jeux grâce au Comité national olympique de la République du Kazakhstan qui sélectionne les sportifs pouvant concourir aux Jeux d'hiver et d'été.

## Jeux olympiques d'été

### Atlanta 1996
Pour sa première participation en tant que nation indépendante aux Jeux d'été, la délégation kazakhe remporte onze médailles : trois en or, quatre en argent et quatre en bronze. La première médaille d'or kazakhe est remportée par Yuriy Melnichenko en lutte gréco-romaine dans l'épreuve des moins de 57 kg. Il est suivi d'Alexander Parygin, qui remporte l'épreuve du pentathlon moderne, et par le boxeur Vassiliy Jirov qui triomphe dans la catégorie des mi-lourds. Les médailles d'argent sont gagnées en boxe, en haltérophilie et en tir. Les médailles de bronze sont remportées en boxe, en lutte libre et en tir. Le pays envoie 96 athlètes dans 14 disciplines pour concourir à ces jeux.

### Sydney 2000
Lors des Jeux de Sydney, le Kazakhstan réalisera son meilleur rang, avec une 22e place, à égalité avec les Jeux de Rio en 2016. Ils remportent trois médailles d'or, avec Olga Shishigina en 100 mètres haies, Bekzat Sattarkhanov en boxe catégorie -57 kg et Yermakhan Ibraimov également en boxe mais en catégorie -71 kg. Ils gagnent également quatre médailles d'argent, avec en boxe Bulat Zhumadilov en -51 kg et Mukhtarkhan Dildabekov en +91 kg, en cyclisme sur route avec Alexandre Vinokourov et en lutte libre avec Islam Bayramukov.

### Athènes 2004
Avec 9 médailles remportés, le Kazakhstan se hisse aux 40e rangs des Jeux d'Athènes. Une seule médaille d'or sera remportée par Bakhtiyar Artayev en boxe catégorie -69 kg. 5 médailles d'argent seront elles remportés en boxe -75 kg par Gennady Golovkin, en haltérophilie par Sergey Filimonov (-77 kg), en lutte gréco-romaine (-120 kg) par Georgiy Tsurtsumia et enfin en lutte libre avec Gennadiy Laliyev (-74 kg) et Guzel Manyurova, seul femme kazakh médaillé durant ces jeux. Trois athlètes rapporteront une médaille de bronze : Dmitriy Karpov au décathlon, Serik Yeleuov en boxe (-60 kg) et Mkhitar Manukyan en lutte gréco romaine (-66 kg).

### Pékin 2008
Lors des Jeux de Pékin, le Kazakstan remportera 9 médailles pour une 37e place au classement des pays.

## Jeux olympiques d'hiver

### Lillehammer 1994
Il s'agit des premiers Jeux olympiques auxquels participe un Kazakhstan indépendant. Le pays envoie 29 athlètes qui participent dans huit disciplines. Le fondeur Vladimir Smirnov remporte les trois médailles kazakhes obtenue lors de ces Jeux. Il s'impose sur l'épreuve du 50 km et décroche la médaille d'argent sur 10 km et lors de l'épreuve de poursuite sur 15 km.  Sur les 67 nations participantes, le Kazakhstan termine 12e au tableau des médailles.

## Tableau des médailles

### Médailles par Jeux
| Année               | Athlètes | Médaille d'or, Jeux olympiques | Médaille d'argent, Jeux olympiques | Médaille de bronze, Jeux olympiques | Total | Rang |
| Atlanta 1996        | 96       | 3                              | 4                                  | 4                                   | 11    | 24e  |
| Sydney 2000         | 130      | 3                              | 4                                  | 0                                   | 7     | 22e  |
| Athènes 2004        | 119      | 1                              | 4                                  | 3                                   | 8     | 40e  |
| Pékin 2008          | 132      | 2                              | 3                                  | 4                                   | 9     | 37e  |
| Londres 2012        | 115      | 3                              | 2                                  | 6                                   | 11    | 24e  |
| Rio de Janeiro 2016 | 104      | 2                              | 5                                  | 10                                  | 17    | 30e  |
| Tokyo 2020          | 93       | 0                              | 0                                  | 8                                   | 8     | 83e  |
| Paris 2024          | 79       | 1                              | 3                                  | 3                                   | 7     | 43e  |
| Total               | 868      | 15                             | 25                                 | 38                                  | 78    | 49e  |

| Année               | Athlètes | Médaille d'or, Jeux olympiques | Médaille d'argent, Jeux olympiques | Médaille de bronze, Jeux olympiques | Total | Rang |
| Lillehammer 1994    | 29       | 1                              | 2                                  | 0                                   | 3     | 12e  |
| Nagano 1998         | 60       | 0                              | 0                                  | 2                                   | 2     | 20e  |
| Salt Lake City 2002 | 50       | 0                              | 0                                  | 0                                   | 0     | -    |
| Turin 2006          | 56       | 0                              | 0                                  | 0                                   | 0     | -    |
| Vancouver 2010      | 39       | 0                              | 1                                  | 0                                   | 1     | 25e  |
| Sotchi 2014         | 52       | 0                              | 0                                  | 1                                   | 1     | 26e  |
| Pyeongchang 2018    | 46       | 0                              | 0                                  | 1                                   | 1     | 28e  |
| Pékin 2022          | 34       | 0                              | 0                                  | 0                                   | 0     | -    |
| Total               | 366      | 1                              | 3                                  | 4                                   | 8     | 38e  |

### Médailles par sport
| Place | Sport              | Médaille d'or, Jeux olympiques | Médaille d'argent, Jeux olympiques | Médaille de bronze, Jeux olympiques | Total |
| 1     | Boxe               | 7                              | 7                                  | 10                                  | 24    |
| 2     | Athlétisme         | 2                              | 1                                  | 2                                   | 5     |
| 3     | Haltérophilie      | 1                              | 4                                  | 6                                   | 11    |
| 4     | Lutte              | 1                              | 5                                  | 11                                  | 17    |
| 5     | Cyclisme           | 1                              | 1                                  | 0                                   | 2     |
| 6     | Natation           | 1                              | 0                                  | 0                                   | 1     |
| 6     | Pentathlon moderne | 1                              | 0                                  | 0                                   | 1     |
| 8     | Judo               | 0                              | 2                                  | 2                                   | 4     |
| 9     | Tir                | 0                              | 2                                  | 1                                   | 3     |
| 10    | Karaté             | 0                              | 0                                  | 2                                   | 2     |
| 11    | Taekwondo          | 0                              | 0                                  | 1                                   | 1     |
| Total | Total              | 14                             | 22                                 | 35                                  | 71    |

| Place | Sport               | Médaille d'or, Jeux olympiques | Médaille d'argent, Jeux olympiques | Médaille de bronze, Jeux olympiques | Total | Rang |
| 1     | Ski de fond         | 1                              | 2                                  | 1                                   | 4     | 16e  |
| 2     | Biathlon            | 0                              | 1                                  | 0                                   | 1     | 21e  |
| 3     | Patinage artistique | 0                              | 0                                  | 1                                   | 1     | 28e  |
| 3     | Patinage de vitesse | 0                              | 0                                  | 1                                   | 1     | 23e  |
| 3     | Ski acrobatique     | 0                              | 0                                  | 1                                   | 1     | 20e  |
| Total | Total               | 1                              | 3                                  | 4                                   | 8     | 34e  |